# أتسوشي يونياما
أتسوشي يونياما (باليابانية: 米山 篤志) (20 نوفمبر 1976 في أوتسونوميا في اليابان – )؛ هو لاعب كرة قدم ياباني سابق كان يلعب كمدافع. سبق له أن لعب مع منتخب اليابان.

## وصلات خارجية
- أتسوشي يونياما على موقع رابطة كرة القدم اليابانية للمحترفين (اليابانية)
- أتسوشي يونياما على موقع قاعدة بيانات كرة القدم.إي يو (الإنجليزية)
- أتسوشي يونياما على موقع ناشيونال فوتبول تيمز (الإنجليزية)
- أتسوشي يونياما على موقع Soccerway.com (الإنجليزية)
- أتسوشي يونياما على موقع عالم كرة القدم.نت (الإنجليزية)

- National Football Teams
- Japan National Football Team Database